# Bristol Cherub
The Bristol Cherub — британский поршневой оппозитный 2-цилиндровый авиадвигатель воздушного охлаждения, разработанный в 1923 году компанией Bristol. В 1930-е годы устанавливался на ультралёгких и малых летательных аппаратах.

## Модификации
Cherub I
Первая модель, запущенная в серию в 1923 году. Прямой привод, диаметр цилиндра и шаг поршня 85x97 мм, рабочий объём 67 кубических дюймов (1,095 л.), 32 л.с на 2500 об/мин, вес 41 кг,. Выпускался до 1927 года. Устанавливался преимущественно на Avro 562, также на Bristol Type 91 и Short S.4 Satellite.
Cherub II
Версия предыдущей модели с понижающим редуктором (2:1). Мощность 34 л.с. на 4000 об/мин, вес 49 кг. Также устанавливался на Avro 562 и Short S.4. Считался ненадёжным.
Cherub III
Улучшенная и несколько увеличенная (1,228 л.) модель с прямым приводом и дублированной системой зажигания (1925 год).

## Применение

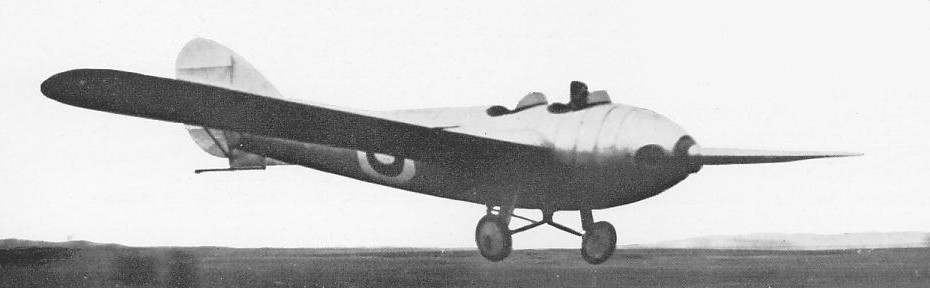
Самолёт Short Satellite с двигателем Bristol Cherub

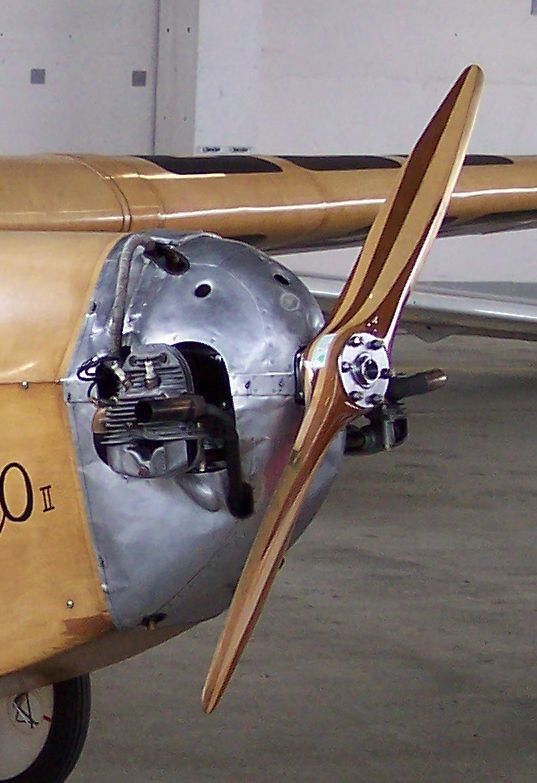
Bristol Cherub II, установленный на Messerschmitt M17

Великобритания
- Avro Avis
- Beardmore Wee Bee
- Bristol Brownie
- Cranwell CLA.2
- Cranwell CLA.3
- Cranwell CLA.4
- Dart Pup
- Everson Evo III
- Granger Archaeopteryx
- Halton Mayfly
- Halton Minus
- Hawker Cygnet
- Meyers Midget
- Parnall Pixie
- Pander-DB two Pices
- Powell Racer
- RAE Scarab
- RAE Hurricane
- Short Cockle
- Short Satellite
- Supermarine Sparrow
- Vickers Vagabond
- Westland Woodpigeon
- Westland-Hill Pterodactyl

 Франция
- Mignet HM.14 Pou-du-Ciel

 Германия
- Messerschmitt M17

 Чехословакия
- Avia BH-2

## Сохранившиеся двигатели
Bristol Cherub III установлен на летающей реплике самолёта Messerschmitt M17, принадлежащей организации EADS Heritage Flight в Манхинге, Германия.

## Двигатель в экспозициях музеев
Bristol Cherub также имеется в британском Собрании Шаттлуорта (Олд Уорден, Бедфордшир).